# (778) Theobalda
(778) Theobalda – planetoida z pasa głównego asteroid okrążająca Słońce w ciągu 5 lat i 271 dni w średniej odległości 3,21 au. Została odkryta 25 stycznia 1914 roku w Landessternwarte Heidelberg-Königstuhl w Heidelbergu przez Franza Kaisera. Nazwa pochodzi od Theobalda Kaisera, ojca odkrywcy. Przed nadaniem nazwy planetoida nosiła oznaczenie tymczasowe (778) 1914 UA.